# The Choice (Fernsehserie)
The Choice (Originaltitel: Ben Gri) ist eine türkische Thrillerserie, die von der Produktionsfirma OGM Pictures für die Walt Disney Company umgesetzt wurde. In der Türkei fand die Premiere der Serie am 16. November 2022 als Original durch Disney+ via Star statt. Im deutschsprachigen Raum erfolgte die Erstveröffentlichung der Serie am selben Tag durch Disney+ via Star.

## Handlung
Das Leben von Fuat, einem erfolgreichen und angesehenen Anwalt, nimmt eine unerwartete Wendung, als ein unheilvolles Schicksal seine Tochter ereilt. Während Fuat auf Rache sinnt, erhält er eine mysteriöse Nachricht auf seinem Mobiltelefon, durch welche die Karten neu gemischt werden und die ihn zwingt, sich seiner Vergangenheit zu stellen.

## Besetzung
| Rolle  | Schauspieler       |
| ------ | ------------------ |
| Fuat   | Timuçin Esen       |
| Hülya  | Ebru Özkan         |
| Arda   | Alican Yücesoy     |
| Selin  | Buçe Buse Kahraman |
| Leyla  | Selin Kahraman     |
| Ceyda  | İlayda Akdoğan     |
| Bülent | Onur Bilge         |

## Episodenliste
| Nr. | Deutscher Titel               | Originaltitel                  | Erstveröffentlichung (Türkei) | Deutschsprachige Erstveröffentlichung (D/A/CH) |
| --- | ----------------------------- | ------------------------------ | ----------------------------- | ---------------------------------------------- |
| 1   | Es begann mit einem Smiley    | Hazırsan Başlıyoruz            | 16. Nov. 2022                 | 16. Nov. 2022                                  |
| 2   | Warum so überrascht?          | Niye Sasirdin?                 | 16. Nov. 2022                 | 16. Nov. 2022                                  |
| 3   | Wer ist der Mörder?           | Sence Katil Kim?               | 23. Nov. 2022                 | 23. Nov. 2022                                  |
| 4   | Sie haben richtig gehandelt   | Sen Dogru Olani Yaptin         | 30. Nov. 2022                 | 30. Nov. 2022                                  |
| 5   | Die Luft ist rein am Bosporus | Bogaz Havasi Iyi Gelir         | 7. Dez. 2022                  | 7. Dez. 2022                                   |
| 6   | Die zweite Runde beginnt      | Bir Oyun Daha?                 | 14. Dez. 2022                 | 14. Dez. 2022                                  |
| 7   | Es ist noch nicht vorbei      | Daha Bitmedi, Göreceklerin Var | 21. Dez. 2022                 | 21. Dez. 2022                                  |
| 8   | Himmelsfalter                 | Mavi Morfo Kelebeği            | 28. Dez. 2022                 | 28. Dez. 2022                                  |